# Andrés Bello (persoon)

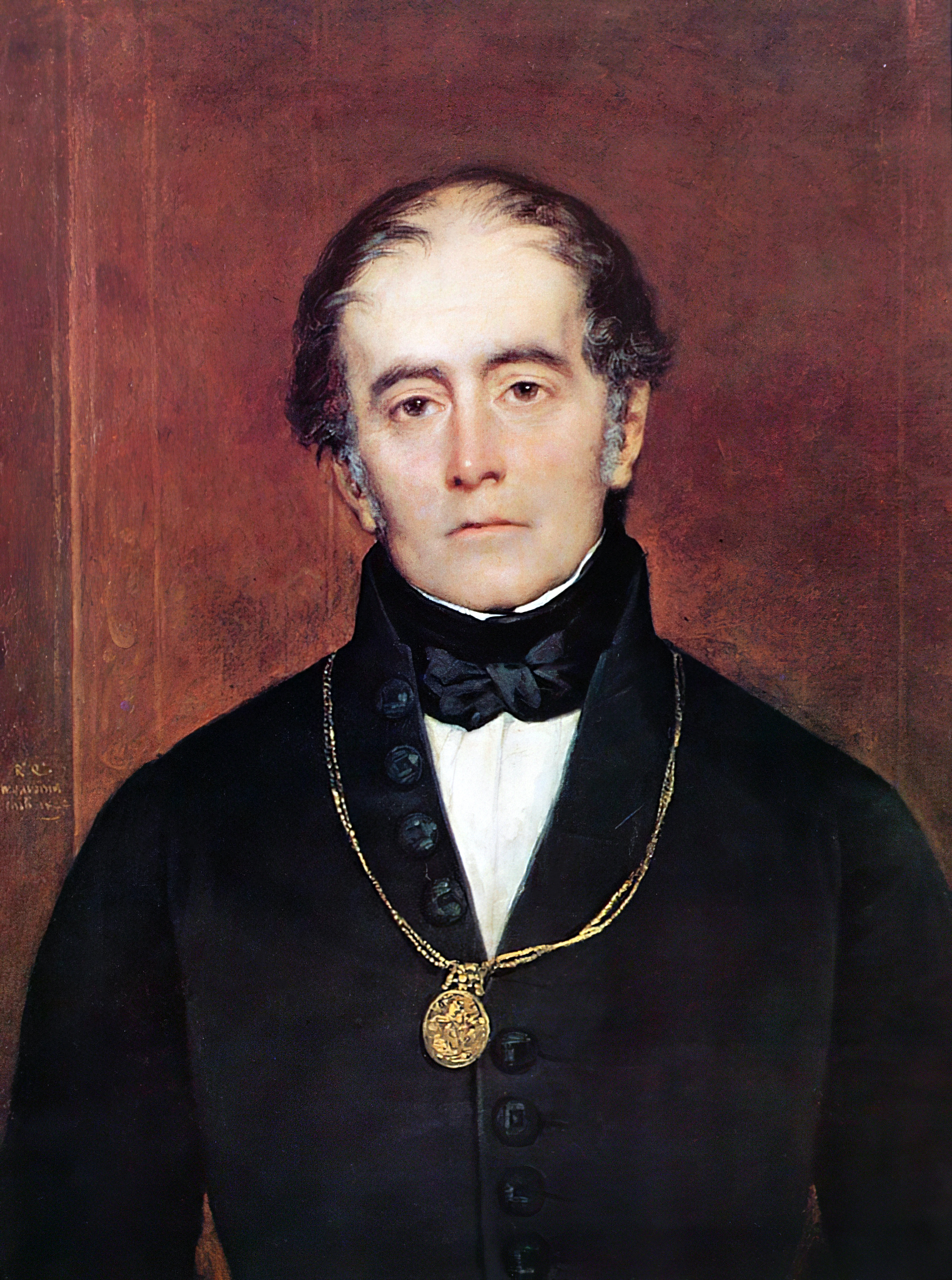
Andrés Bello

Andrés de Jesús María y José Bello López (Caracas, 29 november 1781 – Santiago de Chili 10 oktober, 1865) was een Chileens-Venezolaans humanist, dichter, wetgever, filosoof, politicus, diplomaat, wetenschapper, taalkundige en universitair rector. Hij heeft in Venezuela én in Chili carrière gemaakt en is in beide landen minister geweest. Hij was de eerste Venezolaanse, of nauwkeuriger 'Groot-Colombiaanse' gevolmachtigd minister aan het Hof van Sint-James. In Chili was hij minister van Buitenlandse Zaken. In Chili en Venezuela prijkt deze intellectuele reus op bankbiljetten. Venezuela stichtte een Orde van Andrés Bello.
Bello was huisleraar van de jonge Simón Bolívar en nam in 1810 deel aan de Zuid-Amerikaanse wetenschappelijke expeditie van de Pruis Alexander von Humboldt.